# Calephelis freemani
Calephelis freemani is een vlindersoort uit de familie van de prachtvlinders (Riodinidae), onderfamilie Riodininae.
Calephelis freemani werd in 1971 beschreven door McAlpine.